# Lila (Bohol)
Lila (Bayan ng Lila) är en kommun i Filippinerna. Kommunen tillhör provinsen Bohol och ligger på ön med samma namn. Folkmängden uppgår till 10 322 invånare.

## Bildgalleri

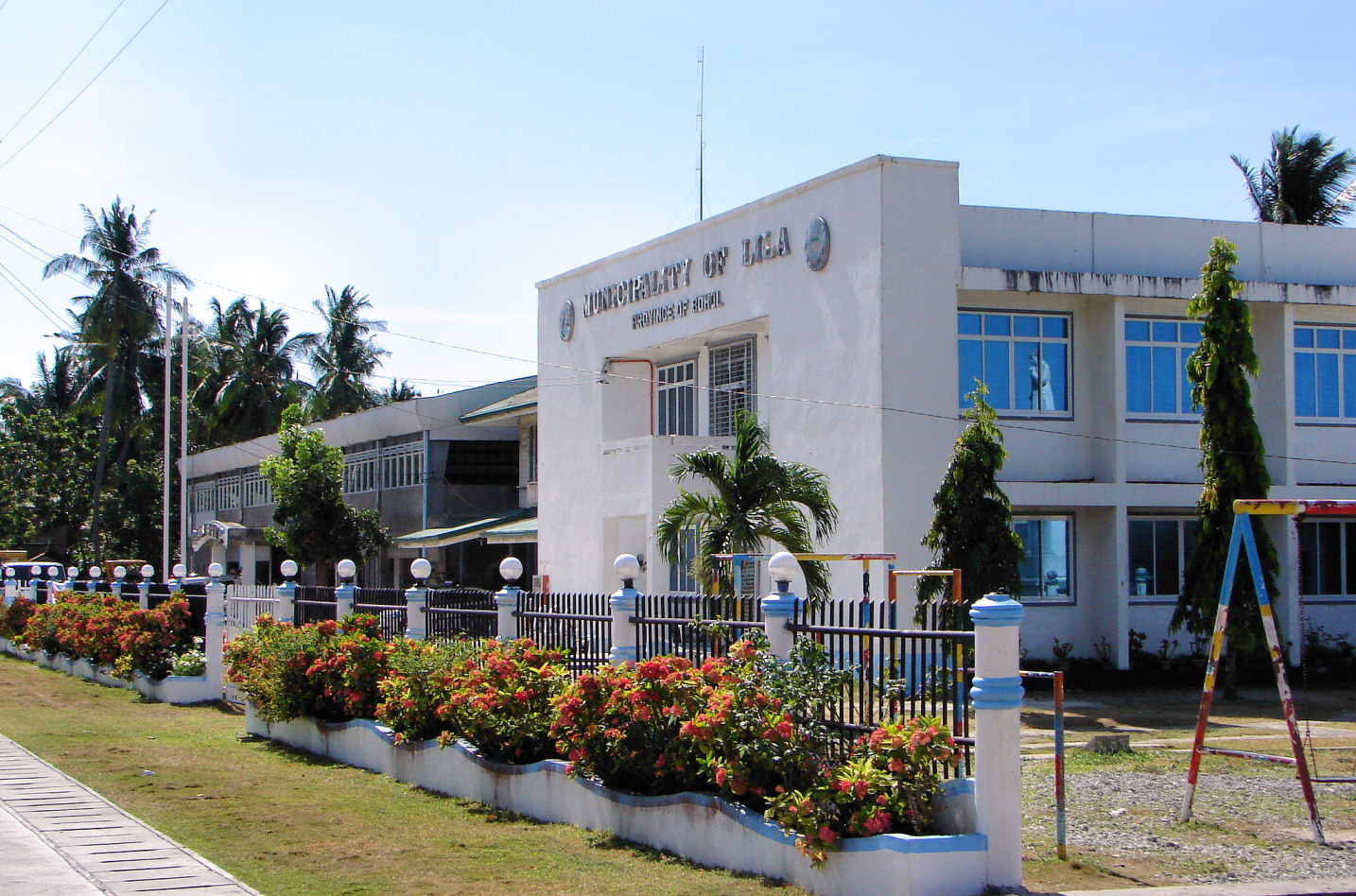

## Barangayer
Lila är indelat i 18 barangayer.
| - Banban - Bonkokan Ilaya - Bonkokan Ubos - Calvario - Candulang - Catugasan - Cayupo - Cogon - Jambawan | - La Fortuna - Lomanoy - Macalingan - Malinao East - Malinao West - Nagsulay - Poblacion - Taug - Tiguis |